# Flötzinger Brauerei
Vous pouvez aider à l'améliorer ou bien discuter des problèmes sur sa page de discussion.
- Il ne cite pas suffisamment ses sources. Vous pouvez indiquer les passages à sourcer avec {{référence nécessaire}} ou {{Référence souhaitée}}, et inclure les références utiles en les liant aux notes de bas de page. (Marqué depuis avril 2021)
- Il contient une ou plusieurs listes. Le texte gagnerait à être rédigé sous la forme d’un ou plusieurs paragraphes synthétiques, afin d’être plus agréable à lire. (Marqué depuis avril 2021)

- Archive Wikiwix
- Bing
- Cairn
- DuckDuckGo
- E. Universalis
- Gallica
- Google
- G. Books
- G. News
- G. Scholar
- Persée
- Qwant
- (zh) Baidu
- (ru) Yandex
- (wd) trouver des œuvres sur Wikidata

La Flötzinger Brauerei est une brasserie à Rosenheim, en Allemagne.
Lors de la Rosenheimer Herbstfest, la brasserie de la prairie de Loreto exploite le grand chapiteau Flötzinger pouvant accueillir environ 8 500 personnes. Elle est considérée comme le plus grand festival de tente indépendant d'Europe.

## Histoire
L'histoire de la brasserie commence en 1543, lorsque Guillaume IV de Bavière accorde la licence de brasserie au "Bräu in Wiesengasse". Johann Huber est mentionné comme le premier propriétaire du 16 octobre 1604 au 10 mars 1611. Erhard Westermayer devient propriétaire le 11 mars 1611. Simon Wältl est propriétaire jusqu'en 1705. La veuve de Wältl qui reprend fait faillite en 1710. Le domaine est acheté par l'homonyme de la brasserie Georg Fletzinger de Ramerberg. Après plusieurs changements de propriétaire, la brasserie est acquise en 1864 par Johann Krichbaumer, le grand-père de Franz Steegmüller II. Depuis la mort de Franz Steegmüller II en 2012, la brasserie est dirigée par la famille Steegmüller.

## Production
Lager
- Hell : Alc. 5,2 % vol., densité primitive de moût 12,1 %
- Export Gold : Alc. 5,4 % vol., densité primitive de moût 12,6 %
- Export Dunkel : Alc. 5,0 % vol., densité primitive de moût 12,6 %
- Märzen : Alc. 5,6 % vol., densité primitive de moût 13,5 %
- Trachtler Hoibe : Alc. 5,2 % vol., densité primitive de moût 12,2 %
- Flötzinger Leicht : Alc. 3,0 % vol., densité primitive de moût 7,9 %
- Pils : Alc. 4,8 % vol., densité primitive de moût 11,7 %
- Wies'n Radler : Alc. 2,9 % vol.
- Alkoholfrei Hell
- Flötzinger Zwickel : Alc.5.2%

Weizenbier
- 1543 Hefe-Weisse : Alc. 5,2 % vol., densité primitive de moût 12,5 %
- Hefe-Weißbier Hell : Alc. 5,3 % vol., densité primitive de moût 12,5 %
- Hefe-Weißbier Dunkel : Alc. 5,4 % vol., densité primitive de moût 12,5 %
- Leichte Weisse : Alc. 2,7 % vol., densité primitive de moût 7,9 %
- 1543 Ruß : Alc. 2,6  vol.
- Hefe-Weisse alkoholfrei

En outre, la brasserie brasse également la Bierbichler Weißbier, dont la recette est acquise après l'abandon du Bierbichler Weißbierbrauerei Rosenheim. Elle est toujours vendu dans les bouteilles Bierbichler. Le moût d'origine de la bière de blé est de 12,6%, Alc. 5,3% vol.
Saison
- Josefi-Bock: Alc. 7,5 % vol., densité primitive de moût au-dessus de 18 %
- Maibock: Alc. 7,0 % vol., densité primitive de moût 16 %
- Wies'n Märzen: Alc. 5,8 % vol., densité primitive de moût 13,5 %
- Weihnachtsbier: Alc. 5,5 % vol., densité primitive de moût 12,6 %
- Weihnachtsbock: Alc. 7,0 % vol., densité primitive de moût 16 %
- Bierbichler Gambrinuns Weißbierbock: Alc: 7,0 % vol., densité primitive de moût 16 %

Boissons non alcoolisées
- Trachtler Kracherl, spritzer à la pomme et au cassis
- Tafelwasser
- Limonade goût citron et orange
- Diätlimonaden goût citron et pamplemousse
- Spezi
- Cola Mix Zero
- Apfelschorle
- Johannisbeer-Nektar-Schorle